# Loft

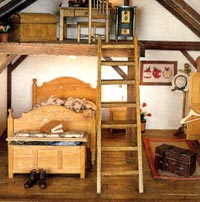
Miniatyr av hus med loft på vilket det står en kista, ett skrivbord och en kamin.

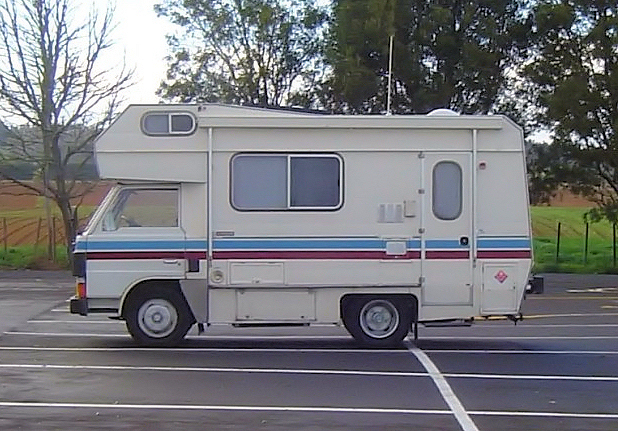
Husbil med sovloft (fönstret ovanför förarhytten).

Ett loft är en taknära del av en byggnad.
Loftet har vanligtvis inte tillräcklig höjd för att utgöra ett eget våningsplan. Ett loft nås ofta via en stege eller en enklare brant trappa. I vissa byggnader kan loftet inte nås från husets insida utan endast från utsidan via en lucka eller en låg dörr.
Loft är vanligt förekommande i fritidshus och används ofta som sovplats (sovloft). En ekonomibyggnads övervåning kan kallas för loft (höloft) även om det är gott om utrymme upp till taket.
Sovloft förekommer även i husbilar och är då vanligen placerade ovanför förarhytten.

## Ombyggnad av vindar
Genom historien har vindar traditionellt använts som lager för gamla och oanvända föremål, men på grund av mark- och bostadskrisen har de under många år behövts renoveras och omvandlas till lägenheter.I modern norska och engelska används "loft" för ett översta rum eller utrymme direkt under taket i stora byggnader. Ordet kommer från fornnordiska "lopt, loft", som också kunde betyda luft eller vara upphöjd (som i det besläktade ordet "løfte", eng. "raise"). I äldre nordisk användning avsåg "loft" en tvåvånings oeldad byggnad som användes som lager och sovrum, till skillnad från bostadshus som var enplansbyggnader med eldstad.
Det är ganska vanligt att omvandla hela huset eller en del av det till en vind för att skapa ett extra rum och undvika behovet av att flytta till ett nytt hus. De vanligaste tilläggen är ett extra sovrum eller kontor. Byggnadens vindsutrymme används vanligtvis inte, men vid ombyggnad kan det addera en stor mängd yta.
Att omvandla en vind till ett funktionellt bostadsutrymme, såsom ett extra sovrum eller kontor, kan lägga betydligt värde. Denna typ av renovering ger ofta en av de högsta avkastningsnivåerna på investeringar på grund av de extra användbara kvadratmetrarna. För att skapa ett ljust vindrum är antalet, storleken och placeringen av takfönster avgörande. Ett annat alternativ för att belysa vindsutrymmet och skapa extra utrymme är takkupor.
Små vindrum eller loft har ofta avdelats som separata rum för att rymma tjänstefolk eller flyktingar i perioden efter andra världskriget.